# Johann Nepomuk Brockhoff

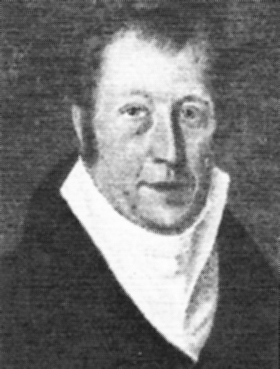
Johann Nepomuk Brockhoff

Johann Nepomuk Brockhoff (* 7. April 1757 in Essen; † 6. August 1822 ebenda) war ein deutscher Kanzleidirektor, Land- und Stadtgerichtsdirektor sowie Geheimer Hofrat.

## Leben und Wirken
Johann Nepomuk Brockhoff war der Sohn eines fürstlich-essendischen Juristen.
Er absolvierte eine Schul- und Berufsausbildung und war von 1785 bis 1790 advocatus fisci et cannerale (Anwalt des Staates, der öffentlichen Hand in Angelegenheiten der Finanzverwaltung). Den Titel Wirklicher Hofrat trug er zwischen 1790 und 1793 und infolge von 1794 bis 1803, dem Zeitpunkt Aufhebung des Stifts Essen, den Titel Geheimer Hofrat. Dabei war er Kanzleidirektor der fürstlichen Regierungskanzlei und wurde nach der Stiftsauflösung in preußische Dienste als Richter am Landgericht Essen übernommen. Ab 1. Februar 1812, während der großherzoglich-bergischen Zeit, war er Präsident des Tribunals Essen. Ab 1815 leitete er das an dessen Stelle tretende Land- und Stadtgericht Essen. Am 27. November 1820 wurde er zum Land- und Stadtgerichtsdirektor ernannt. Der Eintritt in den Ruhestand folgte am 1. Juli 1822.